# Edgar Hess
Edgar Hess (russisch Эдгар Яковлевич Гесс, Edgar Jakowlewitsch Gess; * 14. März 1954 in Taboschar, Tadschikische SSR) ist ein ehemaliger deutscher Fußballspieler und heutiger Fußballtrainer russlanddeutscher Herkunft. Den Großteil seiner Karriere verbrachte Hess bislang in der Sowjetunion bzw. deren Nachfolgestaaten.

## Karriere
Edgar Hess wurde in eine russlanddeutsche Familie in Taboschar, damals Teil der Sowjetunion, heute Tadschikistan, geboren. Das Fußballspielen begann er bei Kurama Taboschary, dem Klub seiner Heimatstadt. Nach einiger Zeit wurde der große Club Pamir Duschanbe auf Hess aufmerksam, wohin er schließlich mit 19 Jahren wechselte. Für Pamir absolvierte der Mittelfeldspieler insgesamt 197 Spiele, in denen er 44 Tore schoss. 1979 kam Hess zum Hauptstadtclub Spartak Moskau, wo er bis 1983 blieb und in 114 Spielen auf dem Rasen stand. Mit Spartak gewann er 1979 die sowjetische Meisterschaft. Im selben Jahr absolvierte er auch sein einziges Spiel für die sowjetische Nationalmannschaft, ein Freundschaftsspiel gegen die DDR. 1983 zog er sich eine schwere Verletzung an der Achillessehne zu, die ihn noch lange beeinträchtigen sollte.
1984 wurde Hess dann von Pachtakor Taschkent verpflichtet, bis er 1986 seine Laufbahn als aktiver Profifußballer beendete. Im selben Jahr schlug er die Trainerlaufbahn ein und begann die Mannschaft von Pachtakor zu trainieren. Von 1987 bis 1989 trainierte er Sarawschan Navoi.
1989 emigrierte er schließlich nach Deutschland, in die Heimat seiner Vorfahren, wo er sich im Raum Ulm niederließ. Nachdem er eigentlich seine Karriere als aktiver Fußballer bereits beendet hatte, spielte er dort noch einmal zwei Jahre lang für den Landesligisten FV Biberach. In den folgenden Jahren trainierte mehrere Mannschaften aus Biberach an der Riß, die jedoch allesamt nur in Amateurligen spielten.
Im Jahr 2004 kam Hess dann zurück in den Profifußball, als er kurzzeitig den Trainerposten beim kasachischen Erstligisten Zesna Almaty übernahm. Anschließend ging Hess dann in den Kaukasus, wo er bis 2005 die russische Mannschaft Alanija Wladikawkas übernahm. Von 2005 bis 2006 folgte ein Intermezzo bei Vėtra Vilnius. Im selben Jahr ging er dann nach Usbekistan, wo er bis 2007 zuerst den FK Andischan und dann bis 2011 Schurtan Gusar trainierte.